# Amor en obras
Amor en obras (en inglés: Falling Inn Love) es una película de comedia romántica estadounidense de 2019 dirigida por Roger Kumble, a partir de un guion de Elizabeth Hackett y Hilary Galanoy. Es protagonizada por Christina Milian y Adam Demos. La película fue estrenada el 29 de agosto de 2019 por Netflix.

## Sinopsis
La firma de diseño de Gabriela Díaz en San Francisco se retira la semana de su ruptura con su novio no comprometido Dean, y ella está sin trabajo. Inspirada por una potente mezcla de vino y Wi-Fi, ella termina participando en un concurso para "Ganar una posada" con vistas al campo de Nueva Zelanda y gana la posada, supuestamente hermosa. Miles de millas de aerolíneas más tarde, descubre que The Bellbird Valley Farm cuenta con una fachada desmoronada, una cabra que pisa el piso, un vecino entrometido que codicia el espacio y un Land Rover de los años 60 (que comienza por primera vez). Considera llevar a cabo una renovación ecológica para restaurar la posada, y la trama gira en torno a la tensión, la amistad y el cortejo con el único experto en restauración de la ciudad cercana, Jake Taylor, un contratista de Kiwi desconsolado y bombero voluntario. Con Gabriela y Jake completando el proyecto como una asociación de 50-50, la historia da un giro interesante ya que una vez que se cuelgan los accesorios finales, duda en dejarlo a él, a la posada y a la acogedora comunidad que fomentó su lado creativo. Dean aparece inesperadamente de los Estados Unidos pero es rechazado. Una oferta financiera atractiva para comprar el Inn, elaborada por Dean con una compañía de inversión de Melbourne, también se rechaza en el último minuto. Gabriela decide anticipar su vida en San Francisco y permanecer en la comunidad, dirigiendo la posada con Jake para recuperar su inversión. El romance está, como era de esperar, en el aire. La película termina con una secuencia de disparos de drones sobre la propiedad restaurada, que se despliega para revelar ninguna granja, solo un paisaje boscoso y el océano.

## Reparto
- Christina Milian como Gabriela Diaz.
- Adam Demos como Jake Taylor.
- Jeffrey Bowyer-Chapman como Dean Conner.
- Anna Jullienne como Charlotte Wadsworth.
- Claire Chitham como Shelley.
- Blair Strang como Manaaki.
- Jonathan Martin como Peter.
- William Walker como Norman "Norm".
- Daniel Watterson como Chad.
- Simone Walker como Sage.
- Arlo MacDiarmid como Dr. Corey Harrison

## Producción
En febrero de 2019, se anunció que Netflix había dado luz verde a Falling Inn Love protagonizada por Christina Milian y Adam Demos, con Roger Kumble elegido como director. Fue filmado en Nueva Zelanda, principalmente en la ciudad de Thames.

## Estreno
La película fue estrenada en Netflix el 29 de agosto de 2019.

## Recepción
En el sitio web del agregador de reseñas Rotten Tomatoes, la película tiene una calificación de aprobación del 65% basada en 17 reseñas y una calificación promedio de 5.75/10.